# Sinosauropteryx
Sinosauropteryx var en liten köttätande dinosaurie som man hittat fossil av vid Yixian-formationen och Jehol-formationen i Liaoning-provinsen, Kina, där den tros ha levt under kritaperioden i början av Aptian-stadiet för cirka 130–120 milj. år sedan. Fossiliserade skelettdelar från andra djur hittade i magen på Sinosauropteryx tyder på att denna lilla dinosaurie kan ha ätit ödlor och små däggdjur. Man har även hittat ägg från den. Sinosauropteryx väckte stor sensation när den upptäcktes 1994, eftersom det verkar som att den var täckt med fjädrar liknande kiwifågelns. Sinosauropteryx var släkt med Compsognathus och Juravenator.

## Beskrivning
Sinosauropteryx var en liten dinosaurie, mellan 1 och 1, 3 meter lång, och det mesta av den längden utgjordes av den extremt långa svansen, som i proportion till kroppen är längre än hos någon annan köttätande dinosaurie. Som theropod gick Sinosauropteryx på bakbenen, och var troligen en snabb löpare. Frambenen var väldigt korta med 3-fingrade händer, och kan kanske ha använts till att gripa med. Skallen hade smal nos, och en käft fylld av vassa tänder. Dess fjäderdräkt var vit och orange, med tvärgående ränder utmed svansen .

### Fjädrar

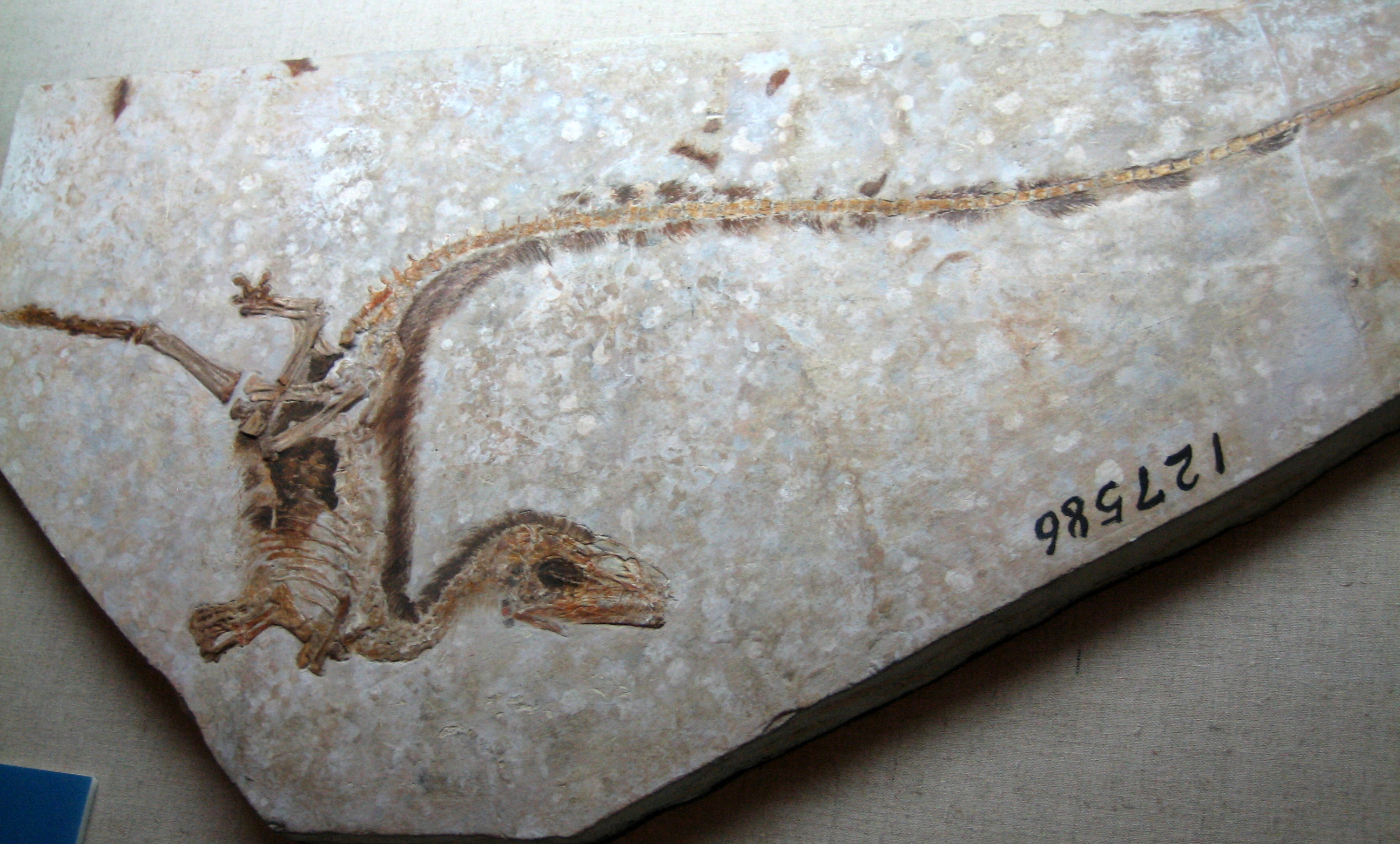
Holotypskelettet av Sinosauropteryx. Notera det som identifíeras som fjädrar längsmed ryggen och svansen.

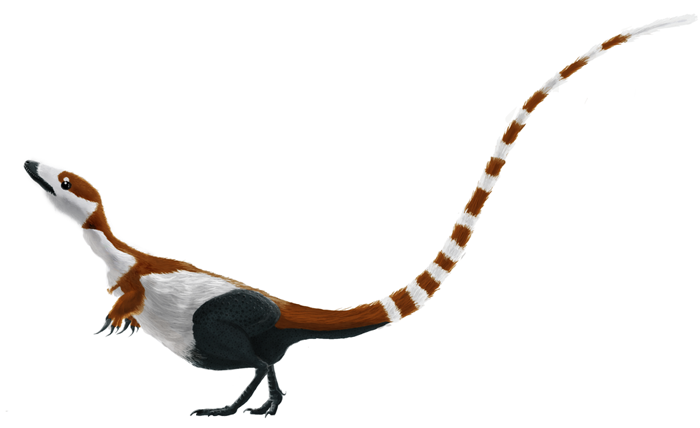
Illustration av Sinosauropteryx med färger efter Benton, et.al, 2010.

Några av de skelett man hittat av Sinosauropteryx uppvisar en rand av mörkare partier, som man menar är fjädrar, längsmed ryggen. Det har dock varit en del debatt huruvida det verkligen är fjädrar eller någonting annat som är bevarade med skeletten. En studie ledd av Theagarten Lingham-Soliar vid University of KwaZulu-Natal, Sydafrika har gett upphov till en förklaring att det som beskrivits som "fjädrar" på fossilen istället kan vara fossiliserade rester av kollagen som bevarats tillsammans med skelettet. Andra forskare har haft liknande påståenden (Martin, 1997). 2010 upptäckte dock forskare vid University of Bristol att fossil efter Sinosauropteryx funna i Jehol formation hade rester efter melanosomer bevarade (melanosomer är organeller som innehåller färgämnen). Innan upptäckten trodde man att det var fossiliserade bakterier, men nu har det visat sig att det är melanosormer av samma sort som påträffas hos zebror, människor och nu levande fåglar. Forskarna kom fram till att Sinosauropteryx troligtvis hade tvärgående vita och orange ränder längs hela svansen. Denna upptäckt anses också starkt motsäga Lingham-Soliar's hypotes att det som identifierats som fjädrar egentligen skulle vara förruttnat kollagen, eftersom kollagen inte innehåller melanosomer. 'Sinosauropteryx fjädrar var troligen för att hålla kroppen varm. De olika färgerna kan också ha varit för uppvisning inför artfränder.